# Catgut
Catgut este un termen englezesc pentru coardele rigide din intestine de oaie, uneori de cal, catâr sau măgar. Nu există nicio legătură directă cu pisicile (cat în engleză, kit în arabă) - etimologia cuvântului ar fi mai aproape de kitgut (coarde de vioară), kit care înseamnă „vioară”, dar care a provocat confuzie cu pisica, al cărui kit este fie o pronunție distorsionată, fie o parte a etimologiei arabe, după cum cred mulți autori. Astfel, putem citi sub pana lui Philippe Détrie , Jean Patel și Lucien Leger  că „contrar a ceea ce cred mulți, cuvântul catgut nu provine dintr-un cuvânt englezesc care ar însemna maț de pisică. Câțiva autori consideră că ar trebui să caute această origine în deformarea cuvântului arab kitgut, care înseamnă coardă de vioară.” 
Catgutul a fost folosit pentru prima dată pentru coarde de harpă și de vioară, precum și pentru toate tipurile de instrumente cu coarde, inclusiv chitara clasică. Rezistența sa a fost  folosită pentru construirea de arcuri, pentru ridicarea unor obiecte grele, precum ceasornicele turnurilor sau în industria lemnului. Primele rachete de tenis aveau coarde de catgut. 
Fabricarea catgutului a rămas mult timp artizanală. Intestinele sunt golite, degresate și ținute în apă pentru o perioadă de timp, după care membrana exterioară poate fi jupuită cu o lamă boantă (tocită). Intestinele sunt apoi scufundate într-o baie alcalină de sodă, șlefuite, netezite și întinse. Acestea sunt igienizate de vaporii unei băi clocotinde de dioxid de sulf și, dacă este necesar, sunt vopsite. Clasificate după dimensiuni, ele pot fi asamblate pentru a forma coarde rezistente de diferite dimensiuni. Cele mai cunoscute coarde pentru instrumente muzicale provin din Italia (așa numitele „coarde romanice”). S-a observat că animalele slabe și bolnave dau cele mai bune intestine. 

## Catgut în medicină
În medicină, catgutul este un fir de sutură resorbabil care se dezagregă cu timpul, nefiind necesară eliminarea lui postoperatorie.